# 燕不邻
燕不邻（?—?），元朝大臣，元顺帝时的太保。
天历元年（1328年）九月，元文宗在大都自立为帝，任命岭北行省左丞燕不邻知枢密院事。天历二年（1329年）九月壬午，元文宗复位后，封知枢密院事燕不邻为兴国公，大司农卿燕赤为司徒。至顺元年（1330年）二月初二癸未，加知枢密院事燕不邻开府仪同三司。元顺帝元统二年（1334年）二月初七乙丑，燕不邻为太保，置僚属。